# Drive (álbum de Alan Jackson)
Drive é o décimo álbum do cantor country Alan Jackson. Foi lançado em 2002.

## Lista de faixas
Todas as canções escritas por Alan Jackson exceto onde indicado.
1. "Drive (For Daddy Gene)" – 4:02
2. "A Little Bluer Than That" (Mark Irwin, Irene Kelley) – 2:54
3. "Bring On the Night" (Jackson, Charlie Craig, Keith Stegall) – 4:04
4. "Work in Progress" - 4:07
5. "The Sounds" – 3:23
6. "Designated Drinker" – 3:52
  - (Um dueto com George Strait)
7. "Where Were You (When the World Stopped Turning)" – 5:06
8. "That'd Be Alright" (Tim Nichols, Mark D. Sanders, Tia Sillers) – 3:41
9. "Once in a Lifetime Love" – 3:25
10. "When Love Comes Around" – 3:07
11. "I Slipped and Fell in Love" (Harley Allen, John Wiggins) – 2:55
12. "First Love" - 3:14
13. "Where Were You (When the World Stopped Turning) – 5:47
  - Ao vivo do 35o Anualm CMA Awards
  - introdução falada por Vince Gill

## Desempenho nas paradas
| Paradas (2002)                    | Posição |
| --------------------------------- | ------- |
| Canadian Albums Chart             | 1       |
| U.S. Billboard 200                | 1       |
| U.S. Billboard Top Country Albums | 1       |

| Ano  | Single                                            | Posições nas paradas | Posições nas paradas |
| Ano  | Single                                            | US Country           | US                   |
| ---- | ------------------------------------------------- | -------------------- | -------------------- |
| 2001 | "Where Were You (When the World Stopped Turning)" | 1                    | 28                   |
| 2002 | "Drive (For Daddy Gene)"                          | 1                    | 28                   |
| 2002 | "Work in Progress"                                | 3                    | 35                   |
| 2003 | "That'd Be Alright"                               | 2                    | 29                   |

| Região         | Provedor | Certificação | Vendas / Remessas |
| -------------- | -------- | ------------ | ----------------- |
| Estados Unidos | RIAA     | 4 x Platina  | 4,000,000+        |